# Coserevá
El coserevá (del guaraní, kosereva) és un tipus de confitat tradicional paraguaià que s'obté cuinant repetidament la closca de la taronja agra en aigua, per a posteriorment continuar la cocció en melassa. El 2018, la Direcció Nacional de Propietat Intel·lectual (DINAPI) va declarar el coserevá part del patrimoni gastronòmic culinari del Paraguai.
Amb la taronja agra (coneguda localment com a apepu, en guaraní) com a matèria primera, el coserevá es converteix en unes darreries agredolces i semiàcides, que normalment se serveix soles o amb formatge tendre.

## Origen
La paraula «coserevá» prové del terme guaraní kosereva, una derivació guaranítica de la paraula castellana conserva. Hi ha evidència documental segons les quals els conqueridors espanyols que van viure al Paraguai (període històric entre els segles XVI i XIX) conservaven els cítrics bullint-los en melassa.